# Anaphalantus longicornis
Anaphalantus longicornis är en tvåvingeart som först beskrevs av Macquart 1843.  Anaphalantus longicornis ingår i släktet Anaphalantus och familjen husflugor. Inga underarter finns listade i Catalogue of Life.